# Uwe Hartenberger
Uwe Hartenberger (* 1. Februar 1968 in Lauterecken) ist ein deutscher Fußballtrainer und ehemaliger Fußballprofi, der u. a. in der Bundesliga für Bayer 05 Uerdingen aktiv war.

## Spielerkarriere
Hartenberger kam über den SV Edenkoben, Hassia Bingen und die TSG Pfeddersheim, mit der er im DFB-Pokal 1989/90 die 2. Hauptrunde erreichte, in der Saison 1991/92 zum Zweitligisten Bayer Uerdingen. In seiner ersten Profisaison reichte es nur am 21. März 1992, beim 1:0-Sieg gegen Hannover 96, zu einem Einsatz, der Verein stieg am Saisonende in die 1. Bundesliga auf. In der Bundesligasaison 1992/93 spielte er dreimal für Uerdingen, sein Debüt in der höchsten deutschen Spielklasse gab er am 28. August 1992, als er in der 82. Spielminute gegen Borussia Mönchengladbach beim Stande von 0:3 für Thomas Adler eingewechselt wurde. Am 2. September desselben Jahres erzielte er sein einziges Bundesligator in der 81. Spielminute zum 1:1-Ausgleich gegen den 1. FC Saarbrücken. In der Winterpause 1992/93 wurde er für die Rückrunde in die 2. Liga zum SV Darmstadt 98 verliehen, nachdem er bei Uerdingen nicht mehr eingesetzt wurde. Für Darmstadt absolvierte er acht Partien und erzielte dabei ein Tor. Bei Uerdingen spielte er in den weiteren Planungen keine Rolle mehr und erhielt keinen neuen Vertrag. Ende September 1993 wechselte er für £100.000 (etwa 300.000 D-Mark) zum englischen Drittligisten FC Reading. 1994 stieg er mit dem Klub in die zweithöchste englische Spielklasse auf, konnte sich dort aber im Sturm nicht gegen die Konkurrenten Jimmy Quinn, Stuart Lovell und Lee Nogan durchsetzen und erhielt im Sommer 1995 die Transferfreigabe.
Er kehrte daraufhin im Juli 1995 nach Deutschland zurück und schloss sich dem SV Waldhof Mannheim an. Zwischen 1995 und 1996 spielte er achtmal für Mannheim und erzielte dabei einen Treffer. In der Saison 1997/98 bestritt er acht Ligaspiele für den FSV Zwickau in der 2. Liga, von 1998 bis 2000 war er für den VfL Osnabrück aktiv, mit dem er den Aufstieg aus der Regionalliga in die 2. Liga schaffte, trotz eines verschossenen Elfmeters im entscheidenden Relegationsspiel gegen den 1. FC Union Berlin, den Verein aber dennoch in der Saisonpause nach 19 Spielen und sieben Toren für die Niedersachsen verließ und bei Eintracht Trier unterschrieb. Für die Eintracht war er bis 2001 in der Regionalliga Süd aktiv, in der Saison 2001/02 stand er zwar im Kader, kam aber nicht mehr zum Einsatz.

## Trainerkarriere
Ab November 2003 trainierte der Pfälzer TuS Argenthal, einen Fünftligisten aus dem Hunsrück. Von Juli 2007 bis Dezember 2009 war Uwe Hartenberger beim Oberligisten SV Alemannia Waldalgesheim im Landkreis Mainz-Bingen in Rheinland-Pfalz angestellt. Seit 2011 ist er Jugendkoordinator und U-19-Trainer beim JFV Hunsrückhöhe Morbach.